# 29 Arietis
29 Arietis este o stea din constelația Berbecul.
1. ↑  SIMBAD
2. ↑  Gaia Early Data Release 3